# Vagón caja
Un vagón caja es el término utilizado en Norteamérica (AAR) y South Australian Railways para designar un vagón cerrado y utilizado generalmente para transportar mercancías. El vagón caja, aunque no es el diseño más sencillo de vagón de mercancías, se considera uno de los más versátiles, ya que puede transportar la mayoría de las cargas. Los vagones-caja tienen puertas corredizas laterales de tamaño y funcionamiento variables, y algunos incluyen puertas en los extremos y cabezales ajustables para cargar artículos muy grandes.
Los vagones de mercancías cerrados similares fuera de Norteamérica son vagones de mercancías cerrados y, dependiendo de la región, se denominan vagón de mercancías (UK y Australia), Vagón cerrado (UIC y Reino Unido) o simplemente vagón (UIC, Reino Unido y Australia).

## Utilización

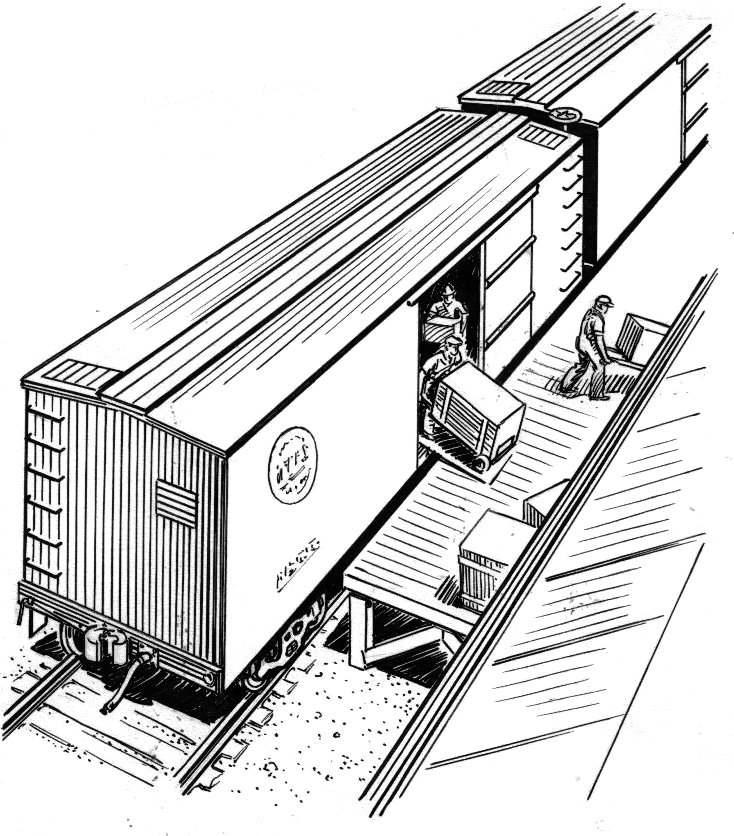
Ilustración de un vagón de carga descargado a mano

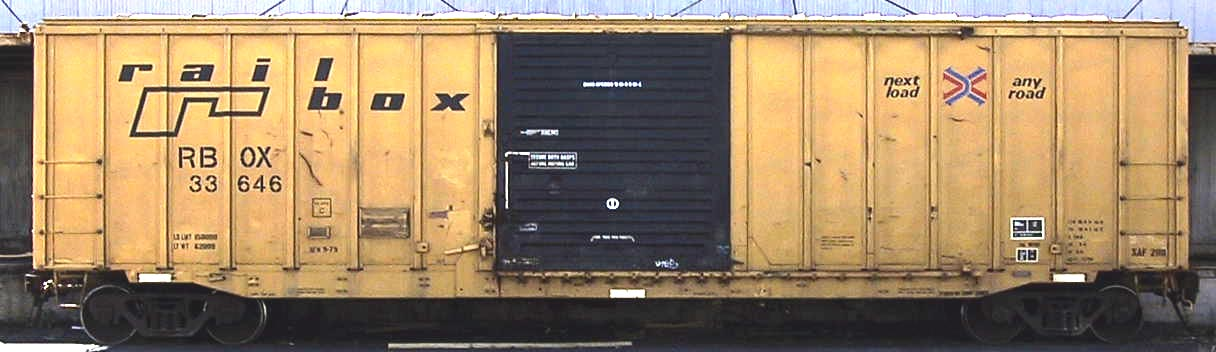
Railbox

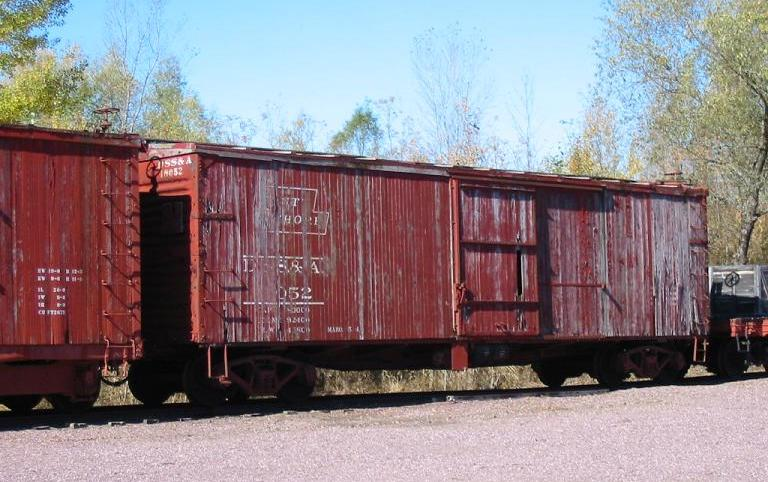
Un vagón de carga con carrocería de madera del Ferrocarril Duluth, South Shore y Atlántico en exhibición en el Museo del Ferrocarril Mid-Continent en North Freedom, Wisconsin

Los vagones caja pueden transportar casi todo tipo de mercancías. Originalmente se cargaban a mano, pero en los últimos años se han utilizado ayudas mecánicas como carretillas elevadoras para cargarlos y vaciarlos más rápidamente. Su diseño generalizado sigue siendo más lento de cargar y descargar que los diseños especializados de vagones, y esto explica en parte el descenso del número de vagones de carga desde la Segunda Guerra Mundial. La otra causa de este descenso es el drástico cambio del transporte de carga por agua al transporte de contenedores. Un contenedor, que en realidad es un vagón sin ruedas ni chasis, está diseñado para el transporte intermodal de mercancías, ya sea en portacontenedores, camiones o vagones planos, y puede entregarse puerta a puerta.
Los vagones caja se utilizablos an para mercancías a granel como el carbón, sobre todo en el Medio Oeste de Estados Unidos a principios del siglo XX.  Este uso estaba tan extendido que varias empresas desarrollaron cargadores de vagones para automatizar la carga de carbón. En 1905, se utilizaban entre 350 y 400 máquinas de este tipo, la mayoría en minas de carbón del Medio Oeste.

### Uso para pasajeros
En Filipinas, los vagones cajas fueron utilizados como alojamientos adicionales de tercera clase por la Manila Railway Company durante los primeros años del siglo XX, ya que había escasez de verdaderos vagones de pasajeross. Estos problemas se consideraron resueltos en la década de 1910 cuando el fabricante británico Metropolitan y constructores estadounidenses como Harlan and Hollingsworth construyeron más coches de pasajeros para el ferrocarril. 
En la actualidad, vagabundos y trabajadores inmigrantes han utilizado a menudo vagones de mercancías en sus viajes (véase freighthopping), ya que están cerrados y no pueden ser vistos por la policía ferroviaria, además de estar en cierta medida aislados del frío. Código Hobo, una forma de jeroglíficos utilizados por los vagabundos, se desarrolló como código para dar información a los vagabundos que viajaban por libre. 

## Vagón alto cubo
En el siglo XXI, los vagones de gran capacidad cúbica (hicube) se han hecho más comunes en EE. UU.. Estos vagones son más altos que los vagones normales y, como tales, sólo pueden circular por rutas con mayor altura libre (véase gálibo ferroviario y gálibo estrucural). La sección de exceso de altura del extremo del vagón suele pintarse con una banda blanca para que sea fácilmente visible si se asigna erróneamente a una línea de poco gálibo.
La altura interna de los 86 pies (26,21 m) vagones hicubo utilizados originalmente en el servicio de piezas de automóviles era generalmente de 12 pies 9 pulgadas (3,89 m).